# Negrești (Neamț)
Pour les articles homonymes, voir Negrești.
Negrești est une commune roumaine du județ de Neamț, dans la région historique de Moldavie et dans la région de développement du Nord-Est.

## Géographie
La commune de Negrești est située dans le centre du județ. dans les collines des Monts Stânișoara, à 18 km au nord de Piatra Neamț, le chef-lieu du județ.
La municipalité est composée des deux villages suivants (population en 1992) :
- Negrești (1 624), siège de la municipalité ;
- Poiana (359).

## Histoire
La première mention écrite du village date de 1428.
La commune de Negrești a été autonome jusqu'en 1968, date à laquelle elle a rejoint la commune de Dobreni. En 2005, les deux villages de Negrești et Poiana sont redevenus autonomes et ont fondé la commune de Negrești.

## Politique
Le Conseil Municipal de Negrești compte 11 sièges de conseillers municipaux. À l'issue des élections municipales de juin 2008, Ion Iacob (PNL) a été élu maire de la commune.
| Parti                          | Nombre de conseillers |
| ------------------------------ | --------------------- |
| Parti national libéral (PNL)   | 7                     |
| Parti démocrate-libéral (PD-L) | 3                     |
| Parti social-démocrate (PSD)   | 1                     |

## Démographie
On comptait en 2002 914 ménages et 795 logements dans les deux villages de Negrești et Poiana.
| 1992  | 2007  |
| ----- | ----- |
| 1 983 | 1 996 |

## Économie
L'économie de la commune repose sur l'agriculture, l'élevage et la transformation du bois (fabrication de meubles). La commune dispose de 2 666 ha de terres arables, de 1 607 ha de pâturages et de 960 ha de forêts.

## Communications

### Routes
Negrești est située sur la route nationale DN15C qui relie Piatra Neamț et Târgu Neamț.